# Adesto Technologies
Adesto Technologies Corporation était une entreprise américaine fondée en 2006 et basée à Santa Clara, en Californie. L'entreprise fournissait des circuit intégré spécifique à une application (ASIC) et des systèmes embarqués pour l'Internet des objets (IoT),, et vendait ses produits directement aux équipementiers d'origine (OEM) et aux concepteurs d'origine (ODM) qui fabriquent des produits pour ses clients finaux,. En 2020, Adesto a été rachetée par Dialog Semiconductor.

## Histoire
Adesto Technologies a été fondée par Narbeh Derhacobian, Shane Hollmer et Ishai Naveh en 2006,. Derhacobian a auparavant occupé des postes techniques et de direction chez AMD, Virage Logic et Cswitch Corporations. L'entreprise a développé une mémoire non volatile basée sur le mouvement des ions de cuivre dans une technologie de cellule de métallisation programmable sous licence de Axon Technologies Corp., une spin-off de l'Université d'État de l'Arizona,.
En octobre 2010, Adesto a acquis la propriété intellectuelle et les brevets liés à la technologie de mémoire à accès aléatoire à pont conducteur (CBRAM) auprès de Qimonda AG, et son premier produit CBRAM est entré en production en 2011.
En 2015, l’entreprise a réalisé une introduction en bourse sous le symbole IOTS, entrant sur le marché à 5 dollars par action. Les souscripteurs comprenaient Needham & Company, Oppenheimer & Co. Inc. et Roth Capital Partners,. L'ensemble de l'offre était évalué à 28,75 millions de dollars.
Entre mai et septembre 2018, Adesto a finalisé deux acquisitions : S3 Semiconductors et Echelon Corporation. En mai, l'entreprise a acquis S3 Semiconductors, un fournisseur de circuits intégrés analogiques et mixtes (ASICs) et de blocs de propriété intellectuelle (IP) (en). En juin, elle a annoncé son intention d’acquérir Echelon Corporation, une société d’automatisation résidentielle et industrielle, pour 45 millions de dollars. L’acquisition a été finalisée trois mois plus tard. L'offre de produits d'Adesto a ainsi été étendue pour inclure les ASICs et IP de S3 Semiconductors et les systèmes embarqués d’Echelon Corporation, en plus de ses produits d'origine en mémoire non volatile (NVM).
En 2018, Adesto a démarré une coopération avec l'Université de Californie à San Diego afin d’explorer la possibilité d’effectuer des calculs directement en mémoire.
En 2020, Adesto a été rachetée par Dialog Semiconductor, une entreprise basée à Reading, au Royaume-Uni, pour 500 millions de dollars.